# Christa Schroeder (secrétaire)
Pour les articles homonymes, voir Christa Schroeder et Schroeder.
Christa Schroeder ou Emilie Christine Schroeder, née le 19 mars 1908 à Hannoversch Münden et morte le 28 juin 1984 à Munich est une des secrétaires personnelles d'Adolf Hitler de 1933 à 1945.

## Biographie

### Jeunesse
Christa Schroeder naît dans la petite ville de Hannoversch Münden, puis s'installe à Nagold après la mort de ses parents. Elle y travaille comme juriste de 1929 à 1930.

### Travail pour Hitler
Après avoir quitté Nagold pour Munich  avec une formation de sténotypiste en main, Christa Schroeder travaille à la Oberste SA-Führung après avoir rejoint le NSDAP en 1931 (numéro de membre 263.009). Elle rencontre Hitler au début de 1933, alors qu'il vient d'être nommé chancelier du Reich (Reichkanzler) puis elle devient sa secrétaire en juin 1933.
Le 30 janvier 1938, Christa Schroeder est décorée de l'insigne d'honneur en or du NSDAP. La même année, elle se fiance au diplomate yougoslave Lav Alkonic de Belgrade, mais ceci déplaît à Hitler et les fiançailles sont rompues en 1941.
Christa Schroeder vécut au Wolfsschanze (Tanière du loup) près de Rastenburg, le quartier général militaire d'Adolf Hitler sur le front de l'Est de 1941 jusqu'à ce que lui et son personnel partent de cet endroit le 20 novembre 1944,. Jusqu'à la fin avril 1945, Hitler déjeune régulièrement avec Schroeder et sa collègue secrétaire Johanna Wolf.
Le 20 avril 1945, lors de la bataille de Berlin, Christa Schroeder, Johanna Wolf, Albert Bormann, l'amiral Karl-Jesko von Puttkamer, les médecins Theodor Morell et Hugo Blaschke, six sténographes et plusieurs autres reçoivent l'ordre par Hitler de quitter Berlin par avion pour l'Obersalzberg. Le groupe quitte Berlin sur différents vols par des avions de la Fliegerstaffel des Führers au cours des trois jours suivants.

### Vie après la guerre
Après guerre, Christa Schroeder est interrogée en 1945 par un officier de liaison français, Albert Zoller, qui servait dans la 7th US-Army. Cet interrogatoire et d'autres entretiens datant de 1948 forment la base du premier livre sur Hitler publié après la Seconde Guerre mondiale en 1949, intitulé Douze ans auprès d'Hitler.
Le récit de sa vie en tant que secrétaire d'Hitler, Er war mein Chef, est une source primaire importante pour l'étude de la période nazie.
Elle meurt à Munich à l'âge de 76 ans.

## Œuvre
- (de) Christa Schroeder et Anton Joachimsthaler, Er war mein Chef: aus dem Nachlass der Sekretärin von Adolf Hitler, München, Langen Müller, 1985 (OCLC 13531262)
- Christa Schroeder et Albert Zoller, Douze ans auprès d'Hitler : confidences d'une secrétaire particulière d'Hitler, Paris, R. Julliard, 1949 (OCLC 37974202, lire en ligne)